# فيونا جونستون
فيونا جونستون (بالإنجليزية: Fiona Johnston) هي مجدفة بريطانية، ولدت في 3 فبراير 1966 في Morpeth, Northumberland ‏ في المملكة المتحدة.

## وصلات خارجية
- فيونا جونستون على موقع الاتحاد الدولي للتجديف (الإنجليزية)
- فيونا جونستون على موقع اللجنة الأولمبية الدولية (الإنجليزية)
- فيونا جونستون على موقع أوليمبيديا (الإنجليزية)
- فيونا جونستون على موقع اللجنة الأولمبية البريطانية (الإنجليزية)